# Henri Deconinck
Pour les articles homonymes, voir Deconinck.
Henri Deconink, né le 31 mai 1909 à Nieppe et mort le 26 février 1984 à Neufchâtel-en-Bray, est un coureur cycliste français, spécialiste du cyclo-cross, professionnel de 1930 à 1932.
Lors du Circuit de l'Ouest 1932, il est renversé par une automobile, ce qui écourte sa carrière.
Il est le père de Bernard Deconinck (1936-2020), lui aussi coureur cycliste.

## Palmarès sur route
- 1929
  - 2e du championnat de France des sociétés
  - 2e du Circuit du Port de Dunkerque
- 1930
  - Tourcoing-Dunkerque-Tourcoing
  - Lille-Dunkerque-Lille
- 1932
  - Paris-Fourmies

## Palmarès en cyclo-cross
- 1929-1930
  - 2e du championnat de France de cyclo-cross
- 1930-1931
  - Critérium international de cyclo-cross
  - 2e du championnat de France de cyclo-cross
- 1931-1932
  - 3e du Critérium international de cyclo-cross